# 云南漆
云南漆（学名：Toxicodendron yunnanense）是漆树科漆属的植物，其种加词“yunnanense”意为“云南的”。中国特有植物。分布于中国大陆的云南等地，生长于海拔1,650米至2,200米的地区，一般生于山谷边林中，目前尚未由人工引种栽培。

## 异名
- Toxicodendron yunnanense C. Y. Wu var. longipaniculatum C. Y. Wu et T. L. Ming